# Ortas
Ortas (ros. Ортас) – przystanek kolejowy i posterunek odgałęźny w miejscowości Temyrtau, w obwodzie karagandyjskim, w Kazachstanie. Położony jest na linii Karaganda – Temyrtau, przy osiedlu dacz.